# دوري كرة القدم الخماسية اللبناني
دوري كرة القدم الخماسية اللبناني أو دوري كرة الصالات اللبناني هو أعلى دوري لكرة الصالات في لبنان، يحصل الفريق الفائز على حق المشاركة في بطولة آسيا لكرة القدم الخماسية للأندية.

## الفرق
الفرق التي لعبت في دوري لبنان لكرة الصالات موسم 2016-17.
| الفريق      | مدينة    |
| ----------- | -------- |
| بنك بيروت   | بيروت    |
| طرابلس      | طرابلس   |
| الجنوب      | صيدا     |
| الأمن العام | بيروت    |
| USJ         | بيروت    |
| Horrieh     | صيدا     |
| الشويفات    | الشويفات |
| الأشرفية    | بيروت    |
| جيش         | بيروت    |
| أعمال بكفيا | بكفيا    |
| الغبيري     | بيروت    |
| اللويزة     | بيروت    |

## الأبطال
- 2017/2018 نادي بنك بيروت الرياضي
- 2016/2017 نادي بنك بيروت الرياضي
- 2015/2016 الميادين
- 2014/2015 نادي بنك بيروت الرياضي
- 2013/2014 نادي بنك بيروت الرياضي
- 2012/2013 الصدقة بيروت
- 2011/2012 جميع رياضات الشويفات
- 2010/2011 الصدقة بيروت
- 2009/2010 بروز كافيه بيروت
- 2008/2009 بروز كافيه بيروت
- 2007/2008 بروز كافيه بيروت

## الفوز رئيس المدربين
| الموسم    | جنسية        | الفوز رئيس المدربين | النادي                 |
| --------- | ------------ | ------------------- | ---------------------- |
| 2007/2008 | لبنان        | محمد يماني          | برو كافيه بيروت        |
| 2008/2009 | لبنان        | محمد يماني          | برو كافيه بيروت        |
| 2009/2010 | لبنان        | محمد يماني          | برو كافيه بيروت        |
| 2010/2011 | لبنان        | حسين ديب            | الصدقة بيروت           |
| 2011/2012 | لبنان        | دوري زاخور          | جميع رياضات الشويفات   |
| 2012/2013 | لبنان        | حسين ديب            | الصدقة بيروت           |
| 2013/2014 | صربيا        | ديان سيدوفيتش       | نادي بنك بيروت الرياضي |
| 2014/2015 | صربيا        | ديان سيدوفيتش       | نادي بنك بيروت الرياضي |
| 2015/2016 | الجبل الأسود | فاسكو فوجوفيتش      | قناة الميادين          |
| 2016/2017 | صربيا        | ديان سيدوفيتش       | نادي بنك بيروت الرياضي |
| 2017/2018 | صربيا        | ديان سيدوفيتش       | نادي بنك بيروت الرياضي |

## روابط خارجية
- Futsalplanet.com
- Futsalplanet.com